# Пружанское лесничество
Пружанское лесничество — посёлок в Зубово-Полянском районе Мордовии России. Входит в состав Потьминского городского поселения.

## История
Основан в 1930-х годах рабочими лесхоза.

## Население
| 2002 | 2010 | 2014 | 2016 | 2017 | 2018 | 2019 |
| ---- | ---- | ---- | ---- | ---- | ---- | ---- |
| 25   | ↘12  | ↗16  | ↗17  | →17  | ↗19  | ↘18  |
| 2020 | 2021 |      |      |      |      |      |
| →18  | ↘13  |      |      |      |      |      |

Национальный состав
Согласно результатам Всероссийской переписи населения 2002 года, в национальной структуре населения мордва-мокша составляли 44 %, русские — 54 %.